# 平陽省
平陽省（越南语：／）是原越南東南部的一個省，省莅土龙木市。

## 地理
平陽省北接平福省，南接胡志明市，东接同奈省，西接西宁省。

## 历史
2020年1月10日，顺安市社和以安市社改制为顺安市和以安市。
2023年2月13日，越南国会常务委员会通过决议，自2023年4月10日起，新渊市社改制为新渊市。
2024年3月19日，越南国会常务委员会通过决议，自2024年5月1日起，𤅶葛市社改制为𤅶葛市。
2025年7月1日併入胡志明市走入歷史。

## 行政区划
平陽省下轄5市4縣，省莅土龍木市。
- 土龍木市（Thành phố Thủ Dầu Một）
- 𤅶葛市（Thành phố Bến Cát）
- 以安市（Thành phố Dĩ An）
- 新淵市（Thành phố Tân Uyên）
- 顺安市（Thành phố Thuận An）
- 保邦縣（Huyện Bàu Bàng）
- 北新淵縣（Huyện Bắc Tân Uyên）
- 油汀縣（Huyện Dầu Tiếng）
- 富教縣（Huyện Phú Giáo）

## 經濟
平陽省土壤肥沃，以工商業为主。平陽省是2004年越南外國投資第二名。

## 人口
起初此地區擁有龐大的森林，斯丁族（Người Xtiêng）、遮罗族（Người Chơ Ro）、芒族（Người Mường）及高棉族居住於此。17世紀時一些務農的越族人為擺脫貧窮，從東方來此找尋新土地。有些人是逃離戰爭的難民。
1698年越南阮氏割據政權因此區人口眾多，立府施行法治。此後平陽省剷林栽種作物，經濟成長快速。
平阳省是越南城镇化率最高的省份之一，城镇化人口占到该省人口近80%，也是越南常住人口增长速度最高的省份之一。

## 交通
- 胡志明市都市鐵路
  - 1號線
    - 仙泉客運站

## 外部連結
- 平阳省电子信息门户网站 （页面存档备份，存于）（越南文）